# Bartramia borbonica
Bartramia borbonica är en bladmossart som beskrevs av C. Müller 1900. Bartramia borbonica ingår i släktet äppelmossor, och familjen Bartramiaceae. Inga underarter finns listade i Catalogue of Life.